# Myles Goodwin
Myles Goodwin (Woodstock, 23 giugno 1948 – Halifax, 3 dicembre 2023) è stato un cantante, musicista e chitarrista canadese, noto soprattutto come fondatore del gruppo rock April Wine.

## Biografia
Chitarrista di estrazione hard rock, suonava anche l'armonica. Virò già nel primo periodo della carriera verso il blues e l'hard prog. Nel corso degli anni rimase l'unico membro stabile degli April Wine.
Vantava collaborazioni con alcuni principali musicisti rock del suo periodo, come Amos Garret, David Wilcocx e Rick Derringer.
Nel 1988 dette inizio all'attività solista. Nel 2016 uscì la sua biografia ufficiale, intitolata Just Between You and Me.

## Discografia

### Solista
- Myles Goodwyn, 1988
- Myles Goodwyn and Friends of the Blues, 2018